# 洛斯雷亚莱霍斯
洛斯雷亚莱霍斯（西班牙語：Los Realejos），是西班牙加那利群岛圣克鲁斯-德特内里费省的一个市镇，位于特内里费岛的北部海岸。总面积57平方公里，总人口36405人（2018年），人口密度640人/平方公里。

## 人口
| 洛斯雷亚莱霍斯                         |
|                                        |
| 来源：加那利群岛统计局西班牙国家统计局 |

## 图集

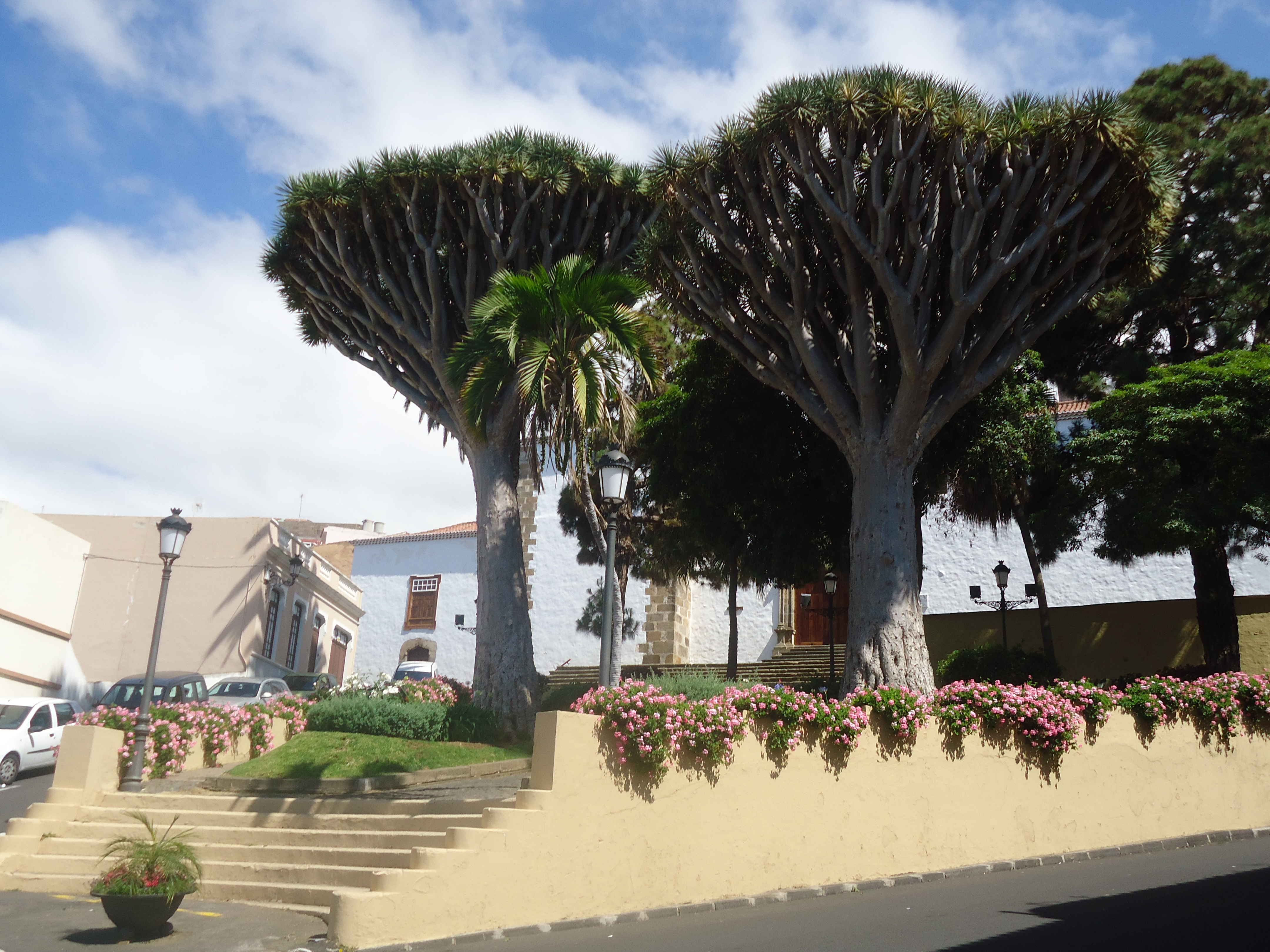
加那利龙血树
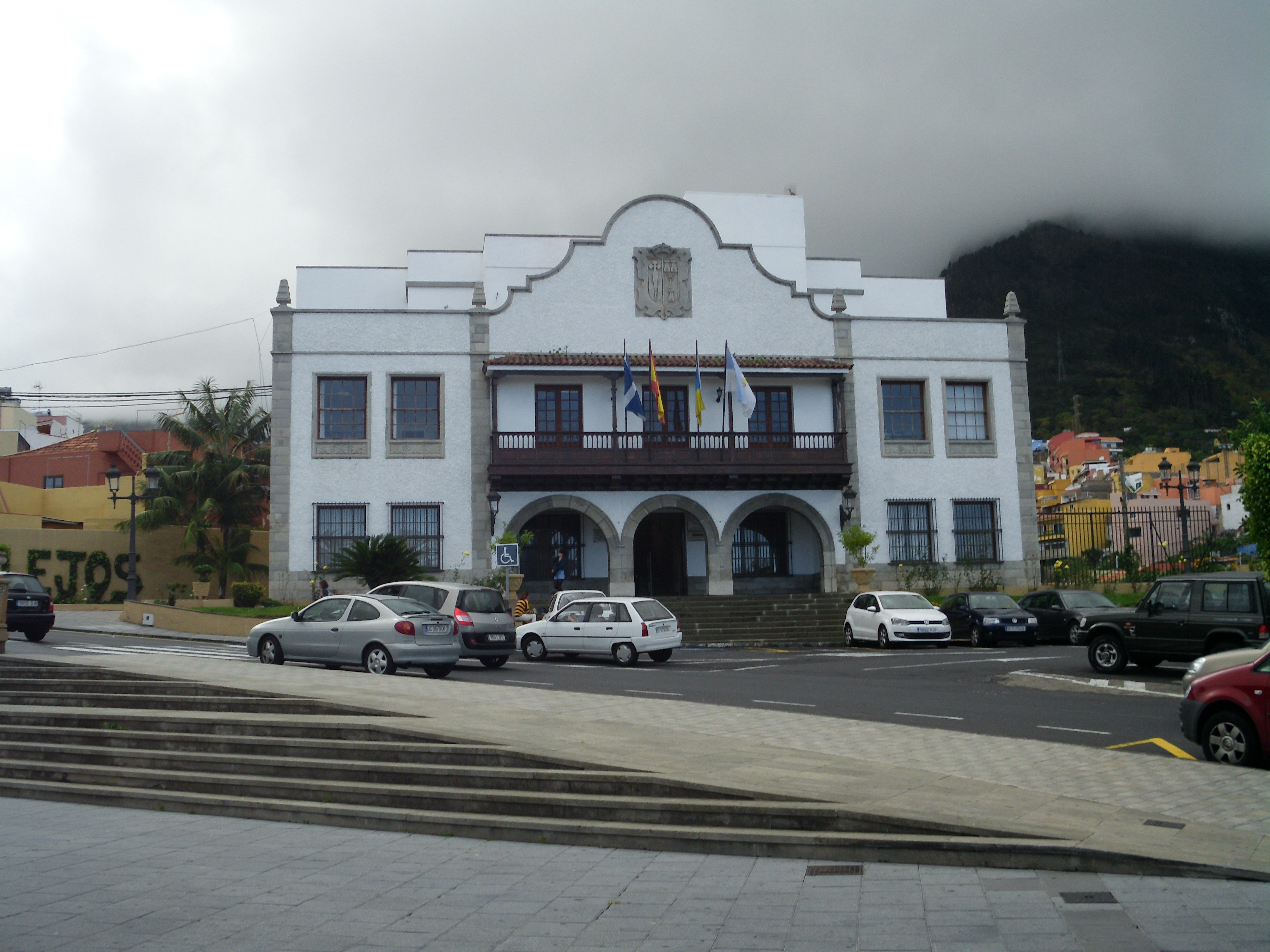
市政厅
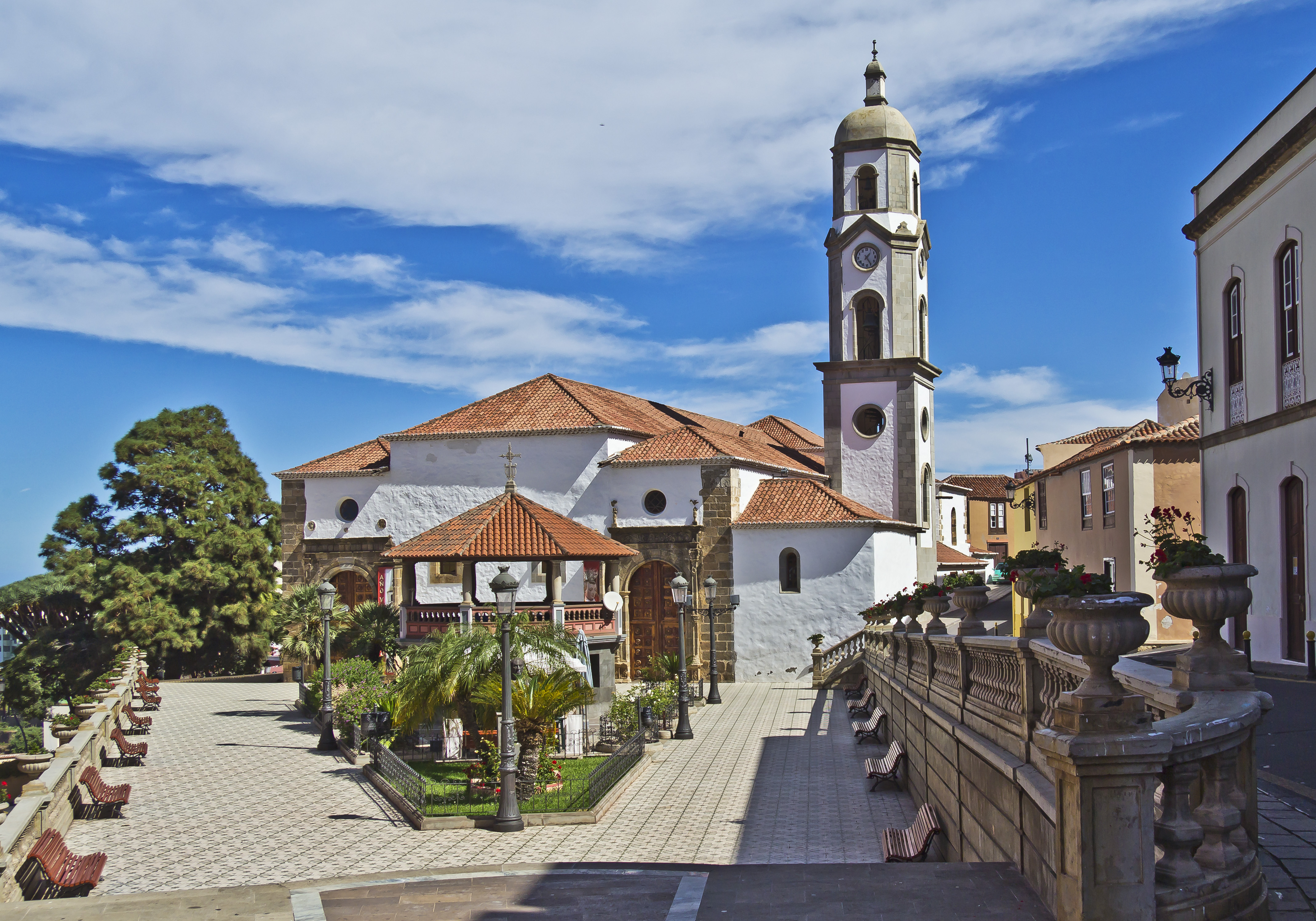
教堂
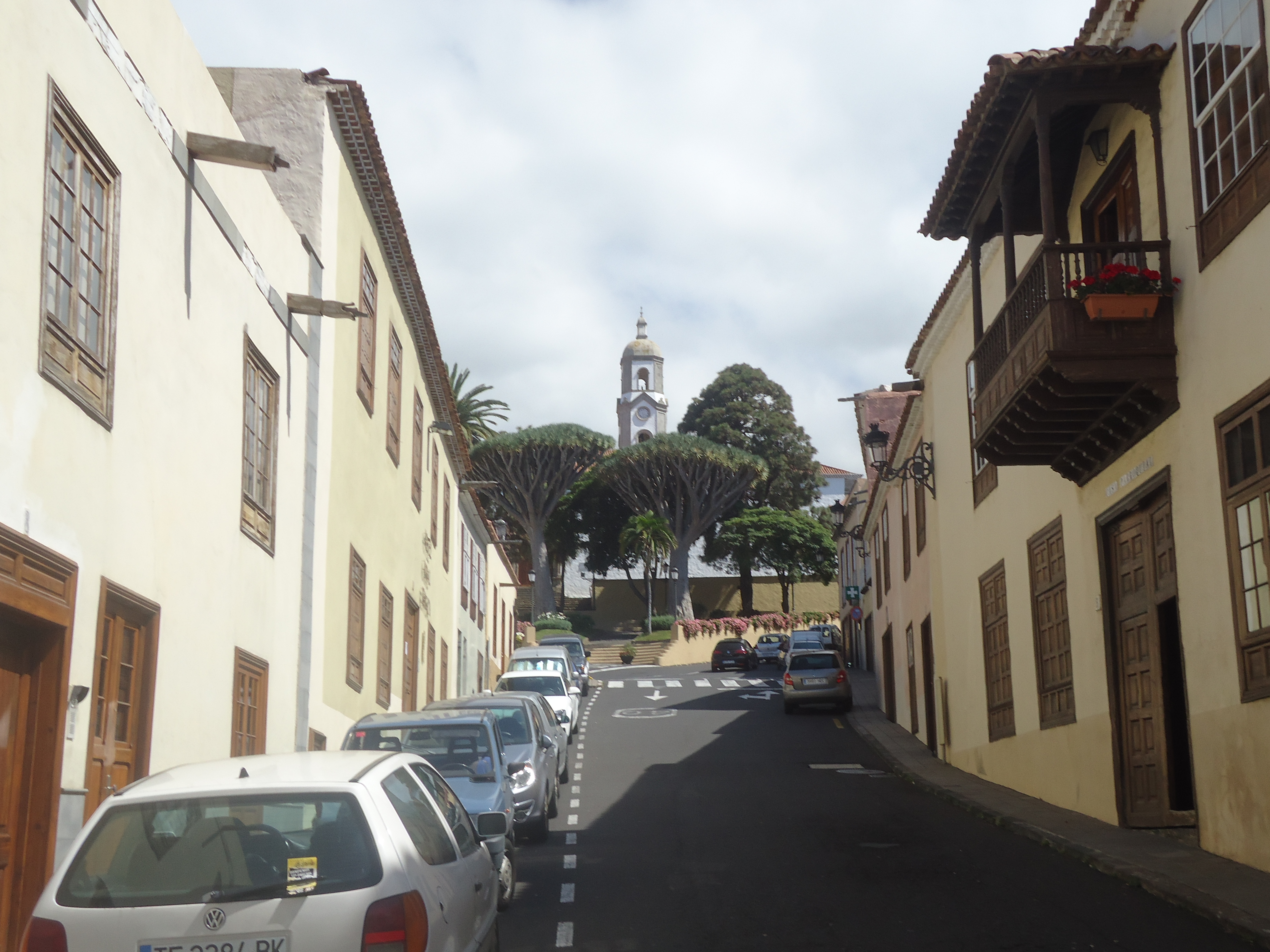
街道